# KrAZ-6446
Die Zugmaschine KrAZ-6446 (ukrainisch КрАЗ-6446) ist ein dreiachsiger Lkw-Typ des ukrainischen Fahrzeugherstellers KrAZ, der seit 1994 in Serie produziert wird. Es handelt sich bei dem Fahrzeug um eine Modellversion des KrAZ-6322.

## Beschreibung

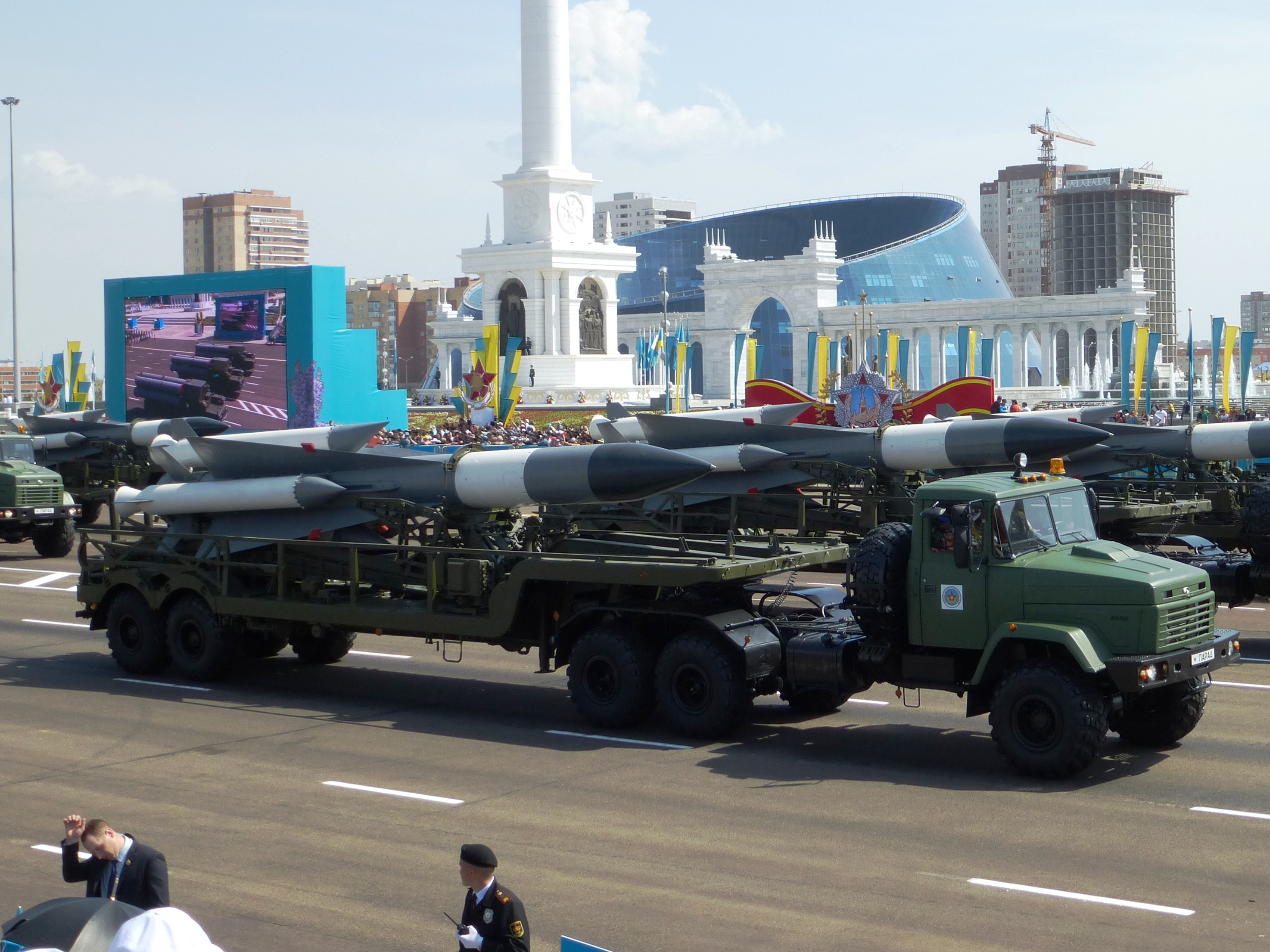
Ein KrAZ-6446 als Zugmaschine für Raketen des Luftabwehrsystems S-200 der Kasachischen Streitkräfte (2015)

Es handelt sich bei dem Fahrzeug um eine schwere, allradgetriebene Sattelzugmaschine. Sie wurde für militärische Zwecke konzipiert und wird vom Hersteller auch als Militärfahrzeug vermarktet. Charakteristisch ist der Einsatz von geländetauglicher Einzelbereifung an allen Achsen.
Ab Werk werden zwei Modelle angeboten. Dabei handelt es sich um den KrAZ-6446 type 1 sowie den KrAZ-6446 type 2. Sie unterscheiden sich optisch wie technisch kaum, der KrAZ-6446 type 2 wird im Gegensatz zur ersten Variante mit Niederdruckreifen ausgeliefert.

## Technische Daten
Quelle.
- Motor: Achtzylinder-Dieselmotor
- Motortyp: JaMZ-238DE2
- Leistung: 243 kW (330 PS)
- Hubraum: 14.860 cm³
- Getriebe: JaMZ-2381, acht Gänge
- Kupplung: JaMZ-138
- Höchstgeschwindigkeit: 80 km/h
- Treibstoffverbrauch: 50 l/100 km
- Tankinhalt: 2×250 l
- Antriebsformel: 6×6

Abmessungen und Gewichte
- Wendekreis: 27 m
- zulässiges Gesamtgewicht: 22.200 kg
- Leergewicht: 11.400 kg
- zulässige Achslast vorne: 6200 kg
- zulässige Achslast hinten (Doppelachse): 16.000 kg
- Sattellast: 12.600 kg
- zulässige Anhängelast: 34.000 kg[1]

## Kampfeinsätze
Der KrAZ-6446 wird von der Ukraine im Russisch-Ukrainischen Krieg eingesetzt. Laut dem Oryx-Blog gingen mit Stand November 2024 drei Fahrzeuge verloren.